# 10-й Берлинский международный кинофестиваль
10-й Берлинский международный кинофестиваль прошёл с 24 июня по 5 июля 1960 года в Западном Берлине.

## Жюри
- Гарольд Ллойд (председатель жюри)
- Жорж Орик
- Генри Рид
- Сохраб Моди
- Флорис Луиджи Аммннати
- Хидеми Има
- Хоаким де Ентрамбассагас
- Франк Висбар
- Джордж Рамсегер
- Вернер Р. Хейманн
- Ева Стаар

## Конкурсная программа
- На последнем дыхании (режиссёр Жан-Люк Годар)
- Благословения Земли (режиссёр Мануэль Силос)
- Стакан воды[англ.] (режиссёр Хельмут Койтнер)
- Крик птицы (режиссёр Генри Баракат)
- Ласарильо из Тормеса (режиссёр Сесар Фернандес Ардавин)
- Наша последняя весна (режиссёр Михалис Какояннис)
- Вечеринка закончена (режиссёр Леопольдо Торре Нильссон)
- Дневник девочки (режиссёр Ю Хён Мок)
- Матадор (режиссёр Дино Ризи
- Пожнёшь бурю (режиссёр Стэнли Крамер)
- Заповедь женщины (режиссёры Кон Итикава, Ясудзо Масумура и Кодзабуро Ёсимура)
- Почти однофамильцы (режиссёр Вилле Салминен)
- Ярмарка (режиссёр Вольфганг Штаудте)
- Игры любви (режиссёр Филипп де Брока)
- Мой раб (режиссёр Убол Йюгала)
- Новая дорога (режиссёр С. М. Ага)
- Мой второй брат (режиссёр Сёхэй Имамура)
- Карманник (режиссёр Робер Брессон)
- Пуберун (режиссёр Прабхат Махержи)
- Под десятью флагами (режиссёр Дуилио Колетти)
- Вор из спальни (режиссёр Гёран Гентеле)
- Сердитая тишина (режиссёр Гай Грин)
- Вера, надежда и колдовство (режиссёр Эрик Баллинг)
- Битва за Орлиный пик (режиссёр Танкред Ибсен)
- Дикая река (режиссёр Элиа Казан)

## Награды
- «Золотой медведь»: Ласарильо из Тормеса, режиссёр Сесар Фернандес Ардавин[2][3]
- «Золотой медведь»  за лучший короткометражный фильм:
  - Мечта диких лошадей
- «Золотой медведь»  за лучший полнометражный документальный фильм:
  - Симфония тропиков
- Серебряный медведь:
- «Серебряный медведь» за лучшую мужскую роль
  - Фредрик Марч — Пожнёшь бурю
- «Серебряный медведь» за лучшую женскую роль:
  - Жюльет Майниель — Ярмарка
- «Серебряный медведь» за лучшую режиссуру:
  - Жан-Люк Годар — На последнем дыхании
- «Серебряный медведь» — специальный приз за лучший короткометражный фильм:
  - Диарио
  - Некомпанейский человек
  - Старики
- «Серебряный медведь» — специальный приз за лучшую комедию:
  - Игры любви
- Почётное упоминание:
- Почётное упоминание — лучший короткометражный фильм:
  - Австрия великолепна
  - Порт в Гамбурге
- Почётное упоминание — лучший полнометражный документальный фильм:
  - Мандара
- Приз юношеского кинематографа:
- Приз юношеского кинематографа — лучший короткометражный фильм:
  - Сын моря
  - Приз юношеского кинематографа — лучший документальный фильм
  - Дикая кошка джунглей
- Приз юношеского кинематографа — лучший игровой фильм:
  - Пожнёшь бурю
- Приз юношеского кинематографа — особое упоминание:
- Приз юношеского кинематографа — особое упоминание за лучший короткометражный фильм:
  - Играй в мяч!
- Приз юношеского кинематографа — особое упоминание за лучший документальный фильм:
  - Мандара
- Приз юношеского кинематографа — особое упоминание за лучший игровой фильм:
  - Сердитая тишина
- Приз международной ассоциации кинокритиков (ФИПРЕССИ):
  - Сердитая тишина
- Приз Международной Католической организации в области кино (OCIC):
  - Сердитая тишина
- Награда CIDALC
  - Ласарильо из Тормеса